# Mikayıl Abdullayev
Mikayıl Hüseyn oğlu Abdullayev (ur. 1921, zm. 2002) – azerski malarz i grafik, Ludowy Artysta ZSRR, akademik Akademii Sztuk Pięknych ZSRR (1988).

## Życiorys
Od 1954 był członkiem KPZR.  W 1949 ukończył Moskiewski Instytut Sztuki, był uczniem  Siergieja Gierasimowa. Żył i tworzył w Baku.
Malował pejzaże i liryczne krajobrazy oraz portrety: „Wieczer” (1947), „Ogni Mingeczaura” (1948), „Stroitieli sczastja” (1951), „Na polach Azierbajdżana” (1963-1965, tryptyk), „Diewuszki Chaczmasa” (1982), seria rysunków „Za riekoj Araks” (1950) i inne prace. Napisał pamiętniki „Głazami bakinca” (1962) .